# Єлисаветівська волость
Єлисаветівська волость — історична адміністративно-територіальна одиниця Маріупольського повіту Катеринославської губернії із центром у селі Єлизаветівка.
Утворена на початку 1910-тих років виокремленням із Павлівська волості.